# Lučany nad Nisou
Lučany nad Nisou település Csehországban, Jablonec nad Nisou-i járásban. Lučany nad Nisou Josefův Důl, Nová Ves nad Nisou, Smržovka, Janov nad Nisou, Jablonec nad Nisou és Jiřetín pod Bukovou településekkel határos. Lakosainak száma 1982 fő (2024. január 1.).

## Népesség
A település lakosságának változását az alábbi diagram mutatja:
| Lakosok száma | 3644 | 4413 | 4323 | 2386 | 1754 | 1573 | 1792 | 1859 | 1911 | 1982 |
|               | 1869 | 1890 | 1921 | 1950 | 1980 | 2001 | 2017 | 2019 | 2022 | 2024 |